# Indústria de informática
Indústria de informática é um termo coletivo utilizado para descrever o conjunto das empresas envolvidas no desenvolvimento de software de computadores, projetar hardware e infra-estruturar redes de computadores, fabricação de componentes de computador e prestação de serviços de tecnologia da informação.